# Cosmosoma chalcosticta
Cosmosoma chalcosticta är en fjärilsart som beskrevs av Butler 1876. Cosmosoma chalcosticta ingår i släktet Cosmosoma och familjen björnspinnare. Inga underarter finns listade i Catalogue of Life.